# Grabówka (powiat białostocki)
Grabówka – wieś w Polsce położona w województwie podlaskim, w powiecie białostockim, w gminie Grabówka.
Wieś leży na wschód od Białegostoku. W 2021 roku wieś zamieszkiwały 4403 osoby.
W latach 1954–1971 wieś należała i była siedzibą władz gromady Grabówka, po jej zniesieniu w gromadzie Zaścianki. W latach 1973–1976 miejscowość znajdowała się w gminie Zaścianki, a 1976–2024 w gminie Supraśl. W latach 1975–1998 miejscowość należała administracyjnie do województwa białostockiego.

## Historia
Według Powszechnego Spisu Ludności przeprowadzonego w 1921 roku Grabówka liczyła 16 domów, które zamieszkiwało 96 osób. Większość jej mieszkańców, w liczbie 57 osób, zadeklarowała wówczas wyznanie prawosławne, natomiast pozostałych 39 mieszkańców podało wyznanie rzymskokatolickie. Jednocześnie wszyscy zadeklarowali polską przynależność narodową. W okresie międzywojennym Grabówka znajdowała się w gminie Dojlidy powiatu białostockiego.

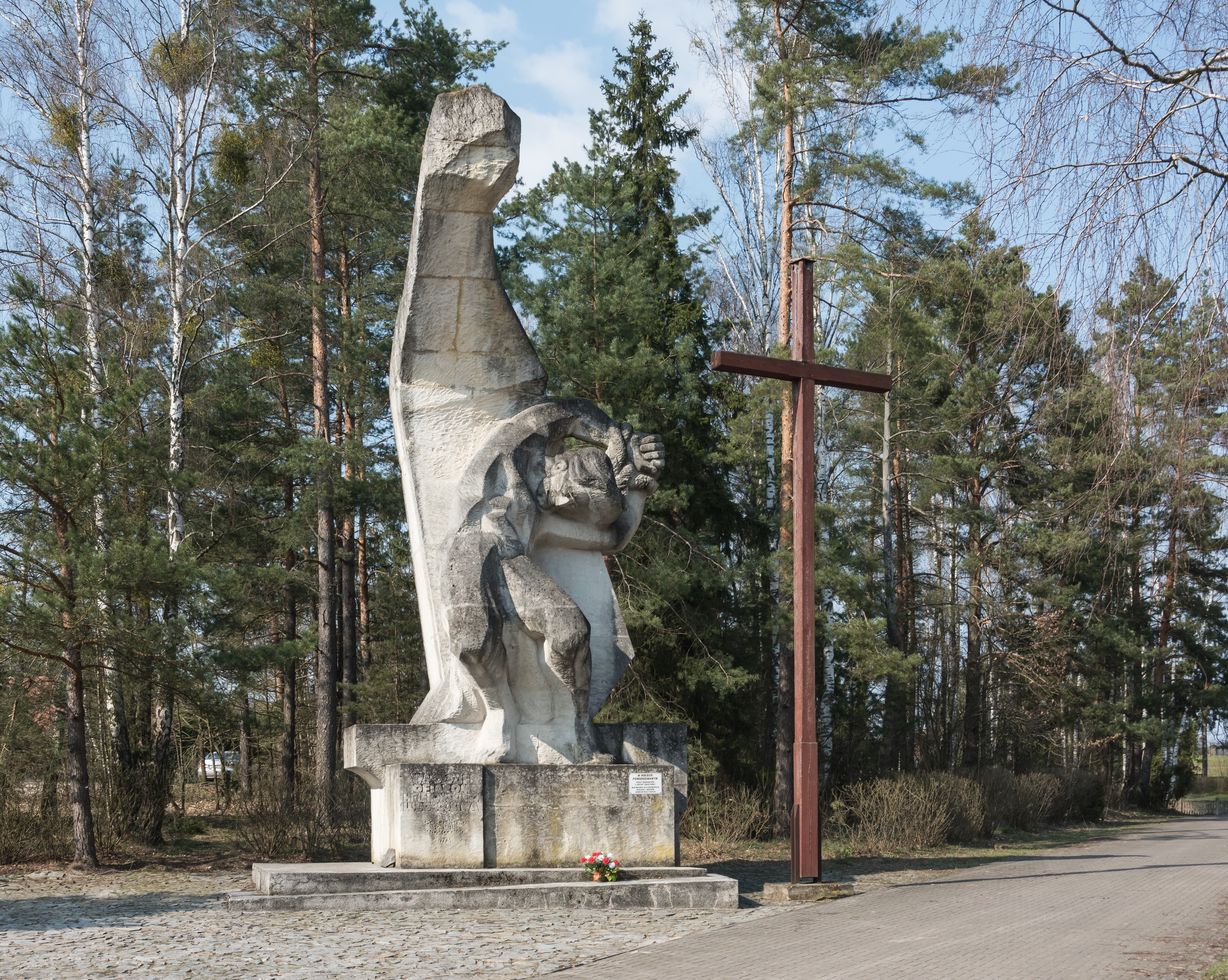
Pomnik W Hołdzie Ofiarom Hitlerowskiego Ludobójstwa odsłonięty w 1973

Niemcy w latach 1941–1944 rozstrzelali tu około 16 tysięcy osób – Polaków, Białorusinów, Żydów i jeńców radzieckich. W miejscowości znajdują się trzy cmentarze na których pochowano ofiary tych egzekucji.
Do 2008 r. istniała też kolonia: Grabówka (włączona do wsi).
Od 2007 r. posiada status sołectwa.

## Przynależność administracyjna
- do 1954 – w gminie Dojlidy
- 1954–1972 – w gromadzie Grabówka
- 1973–1976 – w gminie Zaścianki
- od 1976-2024 – w gminie Supraśl
- od 2025 - w gminie Grabówka.

## Wspólnoty wyznaniowe

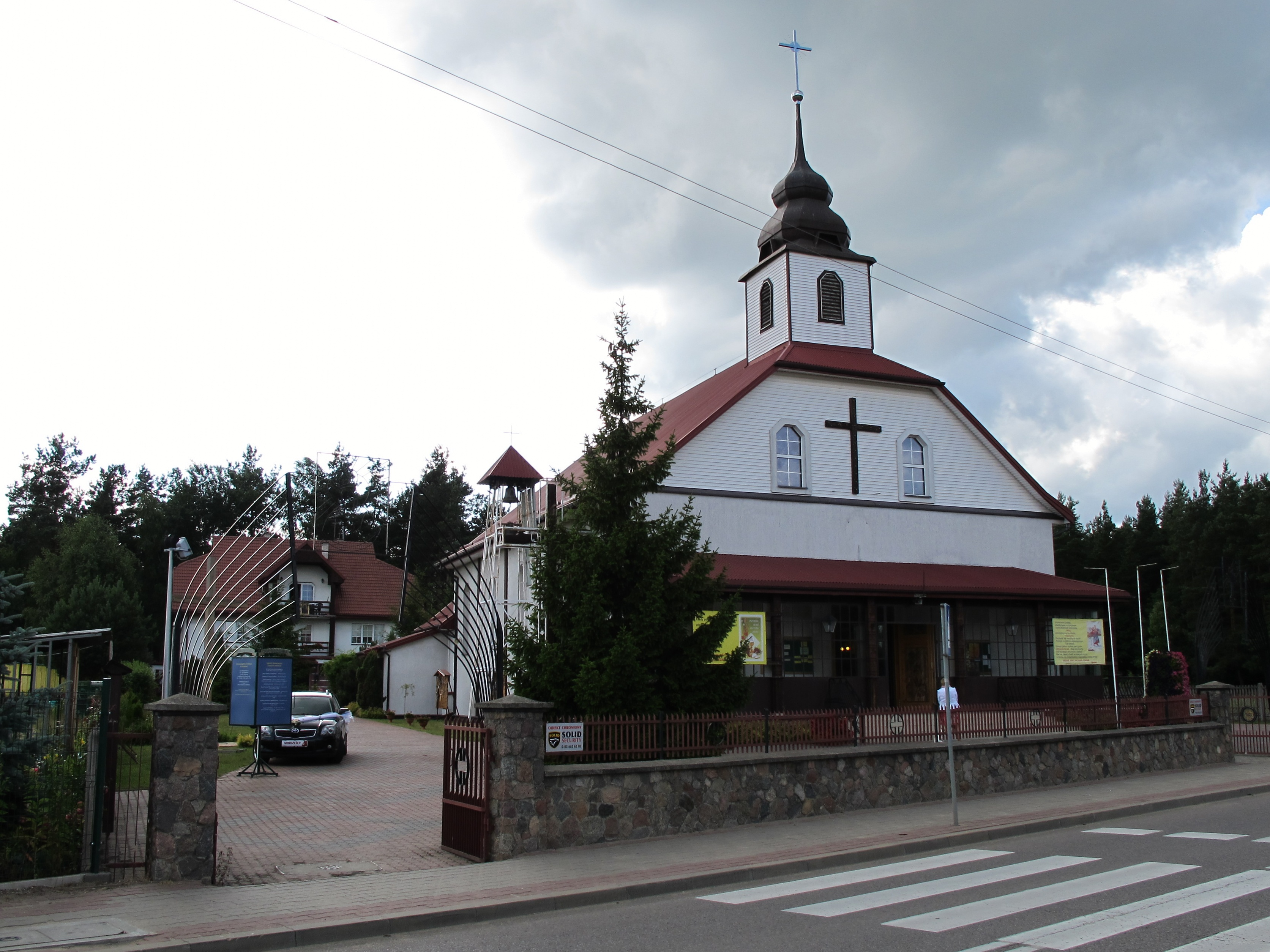
Kościół Krzyża Świętego

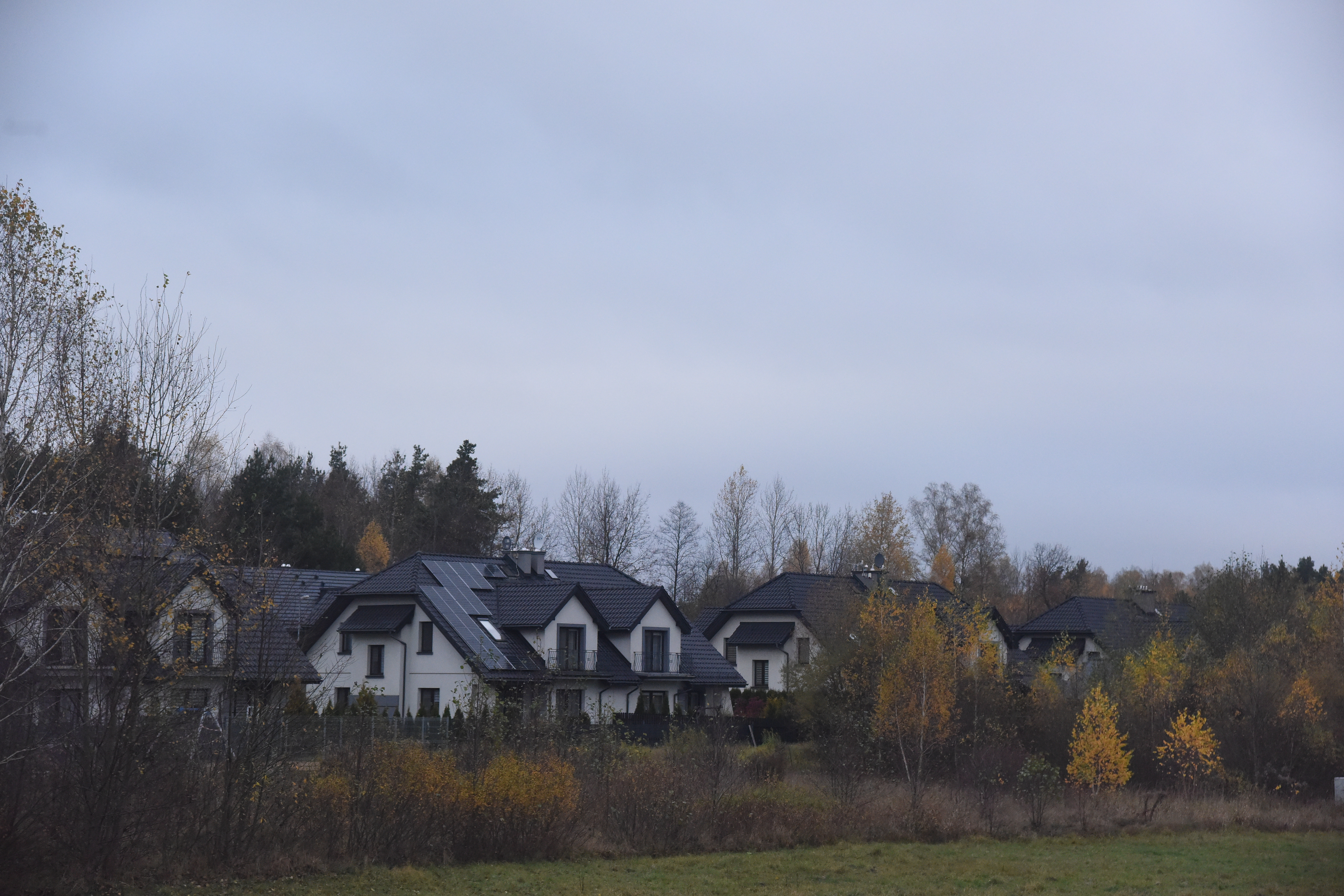
Nowe budownictwo

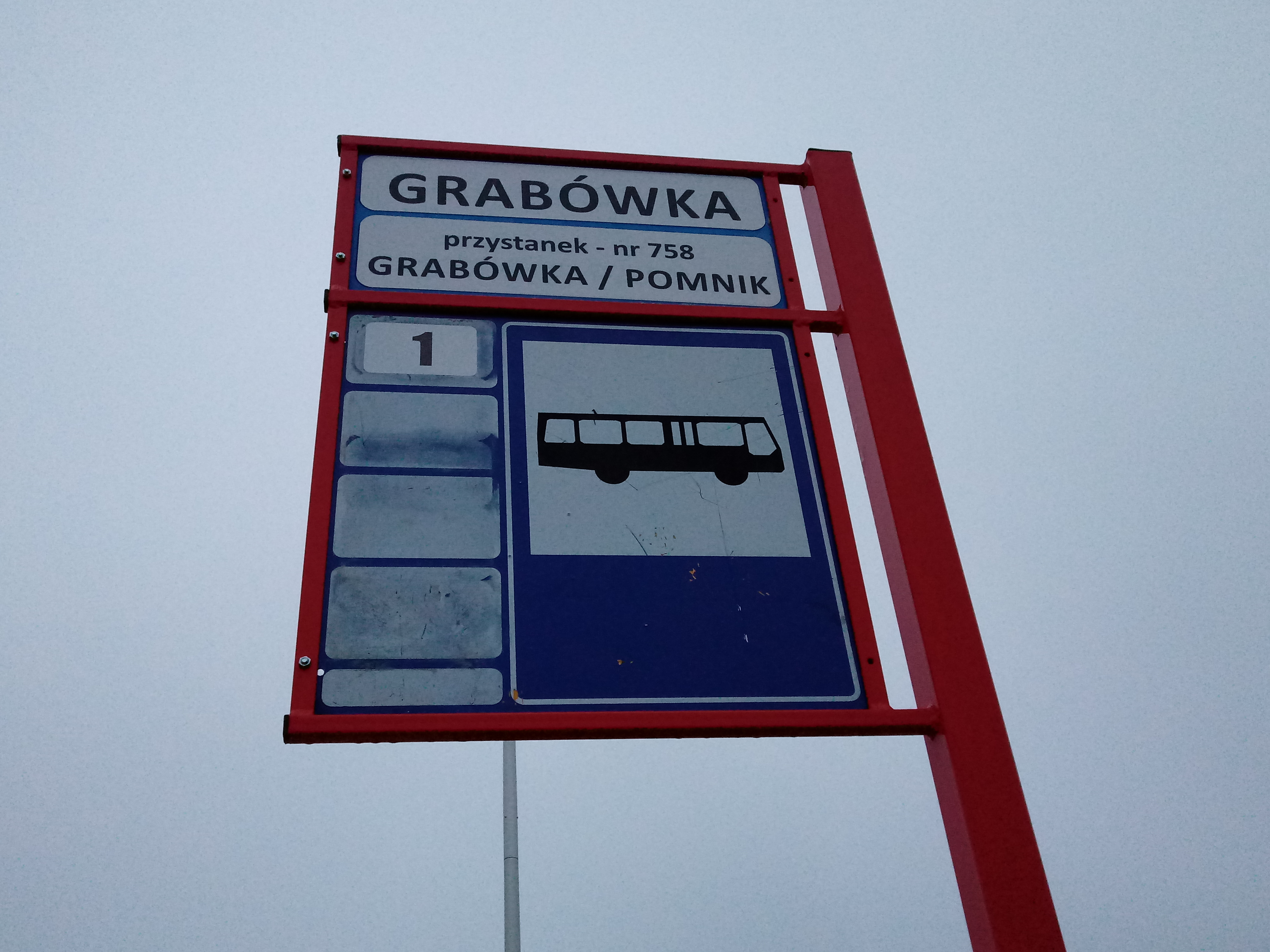
Przystanek autobusowy Grabówka – Pomnik

Miejscowość jest siedzibą parafii rzymskokatolickiej parafii Świętego Krzyża, należącej do metropolii białostockiej, archidiecezji białostockiej, dekanatu Białystok – Dojlidy.
Prawosławni mieszkańcy wsi należą do parafii św. Męczennika Pantelejmona w Zaściankach.
W Grabówce działa także zbór Chrześcijańskiej Wspólnoty Zielonoświątkowej, spotykający się na nabożeństwach w domu modlitwy zlokalizowanym przy ul. Białostockiej 44.

## Inne
Do miejscowości kursują dwie linie autobusów z Białegostoku: 1 i 105. Mieszkańcy pracują głównie w Białymstoku.
Grabówka z okolicznymi miejscowościami – Zaścianki, Sobolewo, Sowlany, Henrykowo i innymi – od 2001 wyrażała zamiar oddzielenia się od gminy Supraśl, żądając utworzenia własnej gminy z siedzibą w Grabówce, czemu przeciwne były władze Supraśla. Zmianę tę, jednakże z siedzibą gminy w Zaściankach, udało się ostatecznie wywalczyć w 2024 roku z wejściem jej w życie 1 stycznia 2025r.
Grabówkę przecina DK65 w kierunku przejścia granicznego z Białorusią w Bobrownikach. Znajdują się w niej zakłady produkcyjne i usługowe.